# Pulastia
En la mitología hinduista, Pulastia fue uno de los prayápati, uno de los diez hijos nacidos de la mente del dios Brahmá y uno de los sapta rishis (‘siete sabios’).

## Etimología
- pulastya, en el sistema AITS (alfabeto internacional para la transliteración del sánscrito).
- पुलस्त्य, en escritura devanagari del sánscrito.
- Pronunciación: /pulástia/ o /pulastía/.[2]
- Etimología: del sánscrito pulastí, y este quizá de pulas: ‘cabello lacio’;[2] pulaka significa ‘pelo erizado’.[2]

- Pulattiyan, en idioma tamil.
- ท้าว จตุรพักตร์, en idioma thai

## En las escrituras hinduistas
El nombre de Pulastia aparece por primera vez en el Átharva-veda (de fines del II milenio a. C.).
El Majábharata (siglo III a. C.) contiene el siguiente texto:

Y Daksha, Prachetas, Pulaja, Márichi, el amo Kashiapa, Bhrigu, Atri y Vasistha y Gautama, y también Ánguiras, y Pulastia, Kratu, Prajlada y Kardama, esos prayápatis, y Ánguirasa (del Átharva-veda), los valikhilias, los marichipas; la inteligencia, el espacio, el conocimiento, el aire, el calor, el agua, la tierra, el sonido, el tacto, la forma, el sabor, el perfume; la naturaleza y los modos [de la naturaleza] y los elementos y las causas primeras del mundo, todos se quedaron al lado del señor Brahmá, en esa mansión. Y Agastia (de gran energía), Markandeia (del gran poder ascético), Yamadagní, Bharad Vaya, Samvarta, Chiavana, el exaltado Durvasa, el virtuoso Rishiasringa y el ilustre Sanat Kumara (de gran mérito ascético y preceptor en todos los temas relacionados con el yoga).
Nárada

Según el Visnú-purana (primeros siglos de la era común), el dios Brahmá le habló este texto a Pulastia, quien lo habló a su discípulo Parashara (el padre de Viasa), quien lo habló a sus discípulos.
Rishi Pulastia tuvo dos hijos:
- Agastia y
- Visravas. Este último tuvo dos esposas:
  - Kekasi, quien dio a luz a los raksasas (demonios) Rávana, Kumbha Karna y Vibhishana
  - Idavidá, quien tuvo un hijo llamado Kúbera (el riquísimo y monstruoso tesorero de los dioses). Idavidá era hija de la apsara (ninfa) Alambushá, y del rey Trinbindu, del linaje de Marut (quien era un emperador chakravarti del linaje de Manu Vaivasuata Sradhadev); para convertirse en emperador realizó rituales de fuego (iagñá) en lo que todas las ollas eran de oro. Les dio tanta limosna a los brahmanes, que estos tuvieron que dejar la mayoría en el sitio. El rey Iudistira utilizó ese mismo oro para su propio iagñá para convertirse en emperador.

Se supone que todos los raksasas nacieron de él.
Según el Bhágavata-purana (siglo XI d. C.), el rishi Pulastia estaba casado con Javir Bhu (‘el lugar del sacrificio de fuego’), una de las nueve hijas de Kardama Rishi. 